# Biskupstwo Münsteru
Biskupstwo Münsteru było kościelnym księstwem Świętego Cesarstwa Rzymskiego, położonym w północnej części dzisiejszej Nadrenii Północnej-Westfalii i zachodniej Dolnej Saksonii. W XVIII wieku biskupstwo wspólnie z sąsiednim Biskupstwem Paderborn i Arcybiskupstwem Kolonii tworzyło unię personalną. Księstwo Münster graniczyło na zachodzie z Holandią, Kleve i Vest Recklinghausen, na południu z Hrabstwem Mark, na wschodzie z Biskupstwem Paderborn i Biskupstwem Osnabrücku. Na północy graniczyło z Oldenburgiem i Fryzją Wschodnią. Na północnym wschodzie znajdował się elektorat Hanoweru.

## Historia
Diecezja w Münsterze założona została przez Karola Wielkiego około 795 roku w czasie trwającej wojny Franków z Sasami jako sufragania Kolonii.
Pierwszym biskupem został Lüdiger lub Liudger, od roku 787 prowadzący działalność misyjną we Fryzji. Terytorium diecezji Münster graniczyło od zachodu, południa i północnego zachodu z diecezjami Kolonii i Utrechtu, na wschodzie i północnym wschodzie z biskupstwem Osnabrücku. W skład diecezji weszły także terytoria oddzielne od głównych ziem biskupstwa. Było to pięć okręgów fryzyjskich leżących nad dolnym Ems (Hugmerki, Hunusgau, Fivelgau, Federitgau oraz Emsgau).
Większość terytoriów należących do biskupstwa leżała na północ od rzeki Lippe i ciągnęła się aż do górnego biegu rzeki Ems i Lasu Teutoburskiego. Najważniejsze rozszerzenie obszaru biskupstwa nastąpiło w roku 1252, kiedy dołączono ziemie zakupionego hrabstwa Vechta wraz z okręgiem Meppen. Kraj znajdujący się między tymi dwoma nabytkami dołączono do biskupstwa w późniejszym okresie. W 1403 roku przyłączono do biskupstwa Cloppenburg z okolicami oraz Oyte, a w 1406 roku posiadłość Ahaus jako lenno i zamek Stromberg z przypisanymi mu posiadłościami. W 1429 biskupstwo Münster uzyskało jako zastaw od arcybiskupstwa bremeńskiego Wildeshausen. Ten ostatni nabytek utworzył nowe terytorium, które było całkowicie oddzielone od diecezji i ponieważ leżało na południu, jako całość zwane było „niższą diecezją”. Terytorium to pozostało w rękach Münsteru aż do okresu Reformacji, kiedy to obszar biskupstwa został częściowo zredukowany.
W XII wieku nastąpił znaczący wzrost świeckiej potęgi biskupstwa. Biskup Ludwik I, hrabia Tecklenburga (1169-73), dodał do biskupstwa posiadłości wchodzące w skład hrabstwa Tecklenburga. Herman II, tak jak jego następcy Fryderyk II, hrabia Are (1152-68) oraz Ludwik I byli zwolennikami cesarza Fryderyka Rudobrodego. Wraz z obaleniem w roku 1181 księcia saskiego Henryka Lwa, zniknęła ostatnia przeszkoda do całkowitej suwerenności biskupstwa, a biskup Herman stał się wielkim władcą feudalnym cesarstwa. W roku 1220 cesarz Fryderyk II Hohenstauf uznał biskupstwo Münster za księstwo Cesarstwa, a panujący wówczas biskup Herman II był ostatnim biskupem Münsteru bezpośrednio mianowanym przez cesarza. Po śmierci Hermana II, ze względu na kłótnie w związku z wyznaczeniem jego następcy, cesarz Otto IV postanowił, że odtąd biskupa wybierać będzie kapituła katedralna. Pierwszym biskupem Münsteru, który nie został wyznaczony przez cesarza został hrabia Oldenburga Otto I (1204-18). Władza świecka biskupów była w ważnych sprawach ograniczona, szczególnie w dziedzinie podatków, do których pobierania konieczna była zgoda ciał reprezentatywnych. Na początku XIII wieku była to kapituła katedralna, później dołączyła szlachta, a na koniec miasto Münster. Z biegiem czasu kapituła katedralna rozszerzyła swoje prawa poprzez zawieranie umów z kandydatami na biskupa jeszcze przed elekcją.
Świecka potęga księstwa znacznie wzrosła za panowania biskupa Ottona II, hrabiego Lippe (1247-59). W tym okresie miasto Münster z pomocą kapituły katedralnej próbowało uniezależnić się od biskupa, jednak bez powodzenia. Już w XI wieku narodziła się praktyka, że wszyscy biskupi należeli do rodów magnackich mających swe posiadłości w okolicach. Z tego powodu diecezja częściej rządzona była tak, by przynosić korzyść dla rządzącego nią rodu niż dla Kościoła. Konsekwencją tego było częste mieszanie się biskupów w spory między rodami szlacheckimi. Cierpiały na tym zarówno sprawy kościelne, jak i mieszkańcy księstwa. Warunki panujące w państwie przekroczyły granice możliwości jego mieszkańców, gdy doszło do wojny o władzę nad biskupstwem w latach 1450–1457. Bezwzględny sposób sprawowania władzy przez biskupa Henryka II z Moers (1424-50) w znaczącym stopniu zwiększył stopień niezadowolenia poddanych, szczególnie w mieście Münster. Po jego śmierci większość kapituły katedralnej wybrała Walrama z Moers, brata zmarłego Henryka, będącego jednocześnie arcybiskupem Kolonii. Jednak miasto Münster i mniejsza część kapituły katedralnej żądała wyboru Eryka z Hoya, brata hrabiego Jana z Hoya. Pomimo tego, że elekcja Walrama została zatwierdzona przez papieża, wybuchła wojna między pretendentami do władzy nad księstwem, podczas której Walram nie był w stanie rozciągnąć swej władzy nad miastem Münster. W roku 1457, po śmierci Walrama, doszło do ugody między obu walczącymi stronami, w której potwierdzono przywileje dla miasta. Jednak niespodziewanie dla obu zwaśnionych stron papież mianował biskupem Jana II, hrabiego palatyna Simmern (1457-66).
Pod rządami nieudolnego i w pełni skoncentrowanego na doczesnych sprawach biskupa Fryderyka III (1522-1532), brata arcybiskupa Kolonii Hermana z Wied, w księstwie szybko rozprzestrzeniał się Luteranizm, szczególnie w mieście. Jego następca, Franciszek z Waldeck (1532-1553) nie tylko nie przeciwstawiał się Reformacji, ale ją nawet wspierał. Obok biskupstwa Münster miał on wówczas we władaniu jeszcze dwa inne biskupstwa – Minden i Osnabrück. Wykorzystując Reformację zamierzał zsekularyzować wszystkie trzy biskupstwa, połączyć je i utworzyć z nich świeckie księstwo. Ze względu na zajmowane stanowisko zobowiązany był do działań przeciwko Anabaptystom, których poglądy szczególnie szerzyły się w mieście Münster. Jednak nie tylko nic nie robił dla odzyskania pozycji utraconych przez Kościół katolicki, lecz wręcz przeciwnie, gdyż w końcu przystąpił do Ligi Szmalkaldzkiej, której zadaniem była obrona protestantyzmu na terenie Rzeszy Niemieckiej. Kolejny biskup, Wilhelm Kettler (1553-57) był bardziej protestantem niż katolikiem. Chociaż uważał się za administratora Kościoła katolickiego i uznał postanowienia soboru trydenckiego, odmówił jednak zastosowania się do poleceń Rzymu i zrezygnował w roku 1557.
Biskup Jan Wilhelm z Kleve (1574-1585) w 1575 roku odziedziczył Księstwo Kleve, a gdy wziął ślub, zrezygnował z władzy nad diecezją Münster. Jednak z powodu przeciągającej się wojny dyplomatycznej o władzę nad biskupstwem między katolikami a protestantami, diecezja była aż do 1585 roku zarządzana przez byłego biskupa, a w tym okresie jedynie księcia Kleve, Jana Wilhelma. Utrzymanie religii katolickiej w diecezji zostało zapewnione dzięki zwycięstwu Ernesta Bawarskiego (1585-1612), który w tym czasie był także biskupem Freising, Hildesheim i Liège, oraz arcybiskupem Kolonii. Z wielką gorliwością podjął się działań kontrreformacyjnych, zapraszając przy tym do pomocy jezuitów i zachęcając do zakładania klasztorów ze starą regułą, lecz pomimo tych wysiłków nie zdołał naprawić wszystkich poniesionych przez katolicyzm strat. W roku 1569 zachodniofryzyjska część biskupstwa została wcielona do nowo powstałych biskupstw Groningen i Deventer, co spowodowało, że wraz z nimi dostała się pod wpływy protestanckie.
Niewątpliwie najwybitniejszym władcą w historii księstwa był panujący po Ferdynandzie Wittelsbachu biskup Christoph Bernhard Freiherr von Galen (1650-78). Był równie efektywnym władcą w sprawach kościelnych, jak i świeckich. Na początek po długim oblężeniu zmusił buntujące się miasto Münster do uznania jego władzy. Po uwolnieniu swego terytorium od obcych wojsk, przyłączył do swego państwa część Arcybiskupstwa Bremy, a w walkach ze Szwedami podczas wojny Francji z koalicją zdobył część biskupstwa Verdun. Przywrócił należytą dyscyplinę w kościele i w oparciu o Kościół utworzył system oświatowy na terytorium swego państwa.
Biskup Klemens August Bawarski (1719-61), wnuk władcy Rzeczypospolitej Jana III Sobieskiego, był frywolny, pusty i lubował się w pompatycznych ceremoniach. Był także elektorem Kolonii, biskupem Paderborn, Hildesheim i Osnabrücku, a przede wszystkim od roku 1732 był wielkim mistrzem zakonu krzyżackiego. Czasy jego panowania to okres wielkich klęsk dla biskupstwa, szczególnie w latach 1734–1735 podczas polskiej wojny sukcesyjnej oraz podczas wojny siedmioletniej. Zniszczenia wojenne doprowadziły księstwo na skraj ruiny finansowej. Kolejny biskup, Maksymilian Fryderyk z Königsegg-Rottenfels (1761-84) także był elektorem Kolonii. Oceniany jest jako władca słaby, choć mający dobrą wolę. Na szczęście zrezygnował z rządów nad diecezją na rzecz młodego kanonika katedralnego Franza Friedricha Wilhelma von Fürstenberga, który okazał się znakomitym administratorem, dzięki czemu księstwo znalazło się w okresie niespotykanego w swych dziejach rozwoju. Jednak podczas elekcji von Fürstenberg pokonany został przez elektora Kolonii Maksymiliana Franciszka Austriackiego (1774-1801), który okazał się być ostatnim księciem-biskupem Münsteru w historii. Wkrótce po śmierci Maksymiliana Franciszka na księcia-biskupa wybrany został arcyksiążę Antoni Wiktor, jednak nie mógł objąć władzy nad księstwem ze względu na stanowisko Prus, zmierzających do zawładnięcia majątkami Kościoła w północnych Niemczech.
W roku 1803 liczące wówczas 310 tys. mieszkańców księstwo przestało istnieć z powodu decyzji cesarskiej o sekularyzacji biskupstwa i podziale jego ziem na liczne części.
Największa wschodnia część dostała się w marcu 1803 roku w ręce pruskie. Oldenburg otrzymał północną część (z miastami Vechta i Cloppenburg). Pozostałe części jako rekompensata dostały się dawnym władcom ziem położonych na zachód od Renu (czyli władcom Arenbergu, Looz-Corswarem, Salm i domowi Croÿ). Wkrótce jednak wszystkie te tereny dostały się pod panowanie francuskie.
Po zakończeniu wojen napoleońskich w 1815 roku Prusy dostały południową część (Oberstift), a Królestwo Hanoweru większość północnej części (Niederstift). Wielkie Księstwo Oldenburga zachowało w swych rękach okolice Cloppenburga i Vechty.